# Sint-Kwintenskerk (Leuven)
De Sint-Kwintenskerk in Leuven is een kerk in Brabantse hooggotische stijl uit 1450. De kerk is gelegen aan de Naamsestraat, dicht bij de kruising met de ring van Leuven. Hoewel de naam van de kerk met kw geschreven wordt, ligt de kerk aan een straatje met de naam Sint-Quintensberg.

## Geschiedenis
De oudste kerk in de wijk Ten Hove was een kapel in romaanse stijl waar nu enkel nog een torenbasis van bewaard is gebleven. Deze kapel was vermoedelijk uit de 11e eeuw, uit de tijd van Lambert I van Leuven. Die kapel werd in 1252 uitgebouwd tot een parochiekerk. Ze werd midden 14e eeuw verfraaid met een cyclus muurschilderingen over het leven en martelaarschap van de heilige Quintinus. De Koninklijke Bibliotheek bezit een meterslange perkamenten rol die nog een idee geeft van deze verdwenen muurschilderingen.
In de 15e eeuw werd van 1440 tot 1450 de gotische kerk gebouwd, die Justus Lipsius in zijn werk Lovanium uit 1605 zou beschrijven als de mooiste van de Leuvense kerken. Doordat de oorspronkelijke toren niet werd afgebroken, heeft het schip van de Sint-Kwintenskerk nooit de oorspronkelijk geplande lengte gekend. Een nieuwe torenspits werd toegevoegd rond 1900, tijdens de verbouwings- en restauratiecampagne door de Leuvense architect Pierre Langerock, die in fasen verliep van de jaren 1890 tot 1914. In 1937 werd de kerk bij Koninklijk Besluit beschermd als monument. Van 1967 tot 1970 werd de kerk grondig gerestaureerd. Daarbij werden in 1970 nieuwe glasramen geplaatst ontworpen door Michel Martens.

## Beschrijving
In de kerk hangt Het Laatste Avondmaal van toenmalig Leuvens stadsschilder Jan Willems uit 1521. Verder een aantal werken van Gaspar de Crayer, Jan-Jozef en Pieter-Jozef Verhaghen. Ook De processie naar Neerwaver is een bekend schilderij uit de collectie en verwijst naar de verering van Onze-Lieve-Vrouw van Vrede in Basse-Wavre.
Achter de kerk bevindt zich een kapel uit 1814, de Kapel van Jezus in 't Steentje.

## Voetnoten
1. ↑  Leven en marteling van Sint Kwinten (ms. II 3189)